# Fjellenstrup (przystanek kolejowy)
Fjellenstrup (duń. Fjellenstrup Station) – przystanek osobowy w miejscowości Gilleleje, w Regionie Stołecznym, w Danii. 
Znajduje się na Gribskovbanen i jest obsługiwany przez pociągi regionalne Lokaltog.

## Linie kolejowe
- Linia Gribskovbanen